# Ronnie Schwartz
Ronnie Schwartz (Ulsted, 29 agosto 1989) è un calciatore danese, attaccante del Fredericia.

## Carriera

### Club

#### Aalborg
Schwartz ha cominciato la carriera con la maglia dell'Aalborg. Ha esordito nella Superligaen il 16 settembre 2007, quando ha sostituito Siyabonga Nomvethe nella vittoria per 3-0 sul Brøndby. Alla fine di quella stagione, l'Aalborg si è aggiudicato la vittoria del campionato.
Il 2 agosto 2008 ha trovato la prima rete nella massima divisione locale, in occasione della vittoria per 2-3 arrivata sul campo del Vejle. È rimasto in squadra fino all'estate 2011, totalizzando 47 presenze e 10 reti in Superligaen.

#### Randers
Nell'estate 2011 è passato al Randers, compagine all'epoca militante in 1. Division. Ha debuttato con questa casacca il 21 agosto, schierato titolare nella sconfitta per 1-0 patita sul campo del Næstved. L'11 settembre successivo ha trovato il primo gol, con cui ha sancito il successo per 0-1 in casa dello Jammerbugt. Al termine dell'annata, il Randers ha centrato la promozione in Superligaen.
Al termine del campionato 2012-2013, il Randers ha centrato la qualificazione all'Europa League 2013-2014. Il 1º agosto 2013 ha così giocato la prima partita nelle competizioni europee per club, venendo impiegato da titolare nella sconfitta interna per 1-2 contro il Rubin Kazan'.

#### Guingamp
Nell'estate 2014, Schwartz è stato tesserato dai francesi del Guingamp. Ha giocato la prima partita in squadra in occasione del Trophée des champions 2014, perso per 2-0 contro il Paris Saint-Germain. Il 9 agosto ha disputato il primo incontro nella Ligue 1, sostituendo Claudio Beauvue nella sconfitta per 0-2 contro il Saint-Étienne. Il 18 ottobre ha trovato il primo gol in campionato, nella vittoria per 1-2 arrivata sul campo del Lilla. È rimasto in forza al Guingamp per una sola stagione, alternandosi con l'omonima squadra riserve.

#### Brøndby
Il 27 luglio 2015, il Brøndby ha reso noto d'aver ingaggiato Schwartz con la formula del prestito. Il 2 agosto è quindi tornato a calcare i campi della Superligaen, schierato titolare nella sconfitta interna per 0-2 contro l'Hobro. Il 9 agosto sono arrivate le prime marcature per il Brøndby, grazie alla doppietta messa a segno nel 3-3 arrivato in casa della sua ex squadra del Randers. Il 29 gennaio 2016, il Brøndby ha reso noto d'aver anticipatamente interrotto il prestito di Schwartz, che ha fatto ritorno così al Guingamp.

#### Esbjerg
Il 29 gennaio 2016, Schwartz è passato in prestito all'Esbjerg, sempre con la formula del prestito. Ha debuttato in squadra il 28 febbraio, sostituendo Mick van Buren nella sconfitta per 2-1 arrivata contro il Copenaghen. Il 6 marzo ha trovato il primo gol, con cui ha sancito il successo per 1-0 sul Randers. Ha terminato questa porzione di stagione in squadra con lo score di 4 reti in 12 partite, per poi tornare al Guingamp per fine prestito.

#### Waasland-Beveren
Il 24 agosto 2016, Schwartz è stato ingaggiato dai belgi del Waasland-Beveren: si è legato al nuovo club con un contratto biennale ed ha scelto di vestire la maglia numero 19. Il 27 agosto ha esordito nella Pro League, nel 2-1 inflitto all'Ostenda. Il 15 ottobre successivo ha trovato il primo gol, determinando la vittoria per 1-0 sull'Eupen. È rimasto in squadra fino al mese di gennaio 2018, disputando complessivamente 14 partite tra tutte le competizioni, con una rete all'attivo.

#### Sarpsborg 08
Il 22 gennaio 2018, i norvegesi del Sarpsborg 08 hanno reso noto l'ingaggio di Schwartz, che si è legato al nuovo club con un contratto biennale. Ha esordito in Eliteserien l'11 marzo successivo, subentrando a Mikkel Agger nella vittoria per 1-0 sul Rosenborg. Il 17 marzo ha trovato il primo gol, nel pareggio per 2-2 maturato sul campo del Lillestrøm.

#### Silkeborg
Il 30 agosto 2018, Schwartz ha fatto ufficialmente ritorno in patria per giocare nel Silkeborg, a cui si è legato con un accordo biennale.

### Nazionale
Schwartz ha rappresentato la Danimarca a livello Under-16, Under-17, Under-18, Under-19 e Under-21. Per quanto concerne quest'ultima selezione ha debuttato il 12 agosto 2009, sostituendo Nicki Bille Nielsen nella sconfitta in amichevole contro la Svezia, col punteggio di 2-4: è stato autore di una delle reti in favore della sua squadra.

## Statistiche

### Presenze e reti nei club
Statistiche aggiornate al 31 agosto 2018.
| Stagione                | Club                    | Campionato              | Campionato | Campionato | Coppe nazionali | Coppe nazionali | Coppe nazionali | Coppe continentali | Coppe continentali | Coppe continentali | Supercoppe | Supercoppe | Supercoppe | Totale | Totale |
| Stagione                | Club                    | Comp                    | Pres       | Reti       | Comp            | Pres            | Reti            | Comp               | Pres               | Reti               | Comp       | Pres       | Reti       | Pres   | Reti   |
| ----------------------- | ----------------------- | ----------------------- | ---------- | ---------- | --------------- | --------------- | --------------- | ------------------ | ------------------ | ------------------ | ---------- | ---------- | ---------- | ------ | ------ |
| 2007-2008               | Aalborg                 | SL                      | 3          | 0          | CD              | ?               | ?               | Int+CU             | 0                  | 0                  | -          | -          | -          | 3+     | 0+     |
| 2008-2009               | Aalborg                 | SL                      | 6          | 1          | CD              | 1               | 0               | UCL+CU             | 0                  | 0                  | -          | -          | -          | 7      | 1      |
| 2009-2010               | Aalborg                 | SL                      | 22         | 5          | CD              | 2               | 1               | UEL                | 0                  | 0                  | -          | -          | -          | 24     | 6      |
| 2010-2011               | Aalborg                 | SL                      | 16         | 4          | CD              | 2               | 0               | -                  | -                  | -                  | -          | -          | -          | 18     | 4      |
| Totale Aalborg          | Totale Aalborg          | Totale Aalborg          | 47         | 10         |                 | 5+              | 1+              |                    | 0                  | 0                  |            | -          | -          | 52+    | 11+    |
| 2011-2012               | Randers                 | 1D                      | 22         | 8          | CD              | 1               | 0               | -                  | -                  | -                  | -          | -          | -          | 23     | 8      |
| 2012-2013               | Randers                 | SL                      | 31         | 14         | CD              | 5               | 2               | -                  | -                  | -                  | -          | -          | -          | 36     | 16     |
| 2013-2014               | Randers                 | SL                      | 26         | 15         | CD              | 1               | 0               | UEL                | 2                  | 0                  | -          | -          | -          | 29     | 15     |
| Totale Randers          | Totale Randers          | Totale Randers          | 79         | 37         |                 | 7               | 2               |                    | 2                  | 0                  |            | -          | -          | 88     | 39     |
| 2014-2015               | Guingamp                | L1                      | 14         | 2          | CF+CdL          | 3+0             | 0               | UEL                | 2                  | 0                  | SF         | 1          | 0          | 20     | 2      |
| 2014-2015               | Guingamp 2              | CFA2                    | 3          | 2          | -               | -               | -               | -                  | -                  | -                  | -          | -          | -          | 3      | 2      |
| 2015-gen. 2016          | Brøndby                 | SL                      | 16         | 4          | CD              | 2               | 3               | UEL                | 3                  | 0                  | -          | -          | -          | 21     | 7      |
| gen.-giu. 2016          | Esbjerg                 | SL                      | 12         | 4          | CD              | -               | -               | -                  | -                  | -                  | -          | -          | -          | 12     | 4      |
| 2016-2017               | Waasland-Beveren        | D1                      | 12         | 1          | CB              | 2               | 0               | -                  | -                  | -                  | -          | -          | -          | 14     | 1      |
| 2017-gen. 2018          | Waasland-Beveren        | D1                      | 0          | 0          | CB              | 0               | 0               | -                  | -                  | -                  | -          | -          | -          | 0      | 0      |
| Totale Waasland-Beveren | Totale Waasland-Beveren | Totale Waasland-Beveren | 12         | 1          |                 | 2               | 0               |                    | -                  | -                  |            | -          | -          | 14     | 1      |
| gen.-ago. 2018          | Sarpsborg 08            | ES                      | 15         | 5          | CN              | 2               | 3               | UEL                | 0                  | 0                  | -          | -          | -          | 17     | 8      |
| ago. 2018-2019          | Silkeborg               | SL                      | 0          | 0          | CD              | 0               | 0               | -                  | -                  | -                  | -          | -          | -          | 0      | 0      |
| Totale                  | Totale                  | Totale                  | 198        | 65         |                 | 24+             | 9+              |                    | 7                  | 0                  |            | 1          | 0          | 230+   | 74+    |

## Palmarès

### Club
- Campionato danese: 2

Aalborg: 2007-2008
Midtjylland: 2019-2020

### Individuale
- Capocannoniere del campionato danese: 1

2019-2020 (18 reti)